# Martinské hole

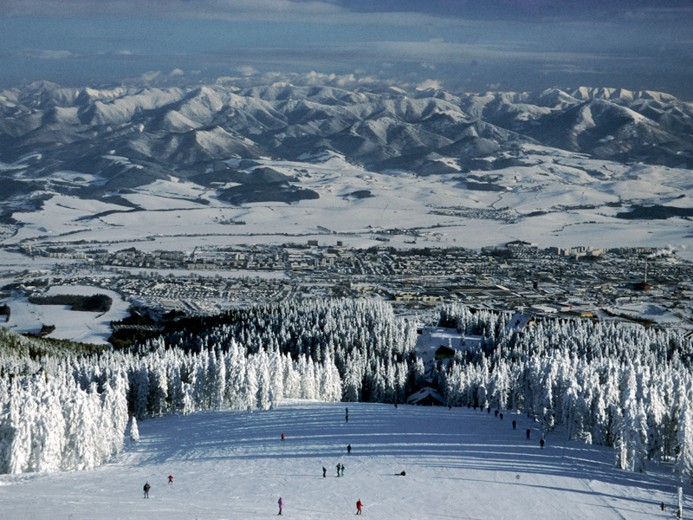
Zimní pohled na město Martin z Martinských holí

Martinské hole nebo lidově pouze Martinky je lokalita a stejnojmenné rekreační a turistické středisko v Lúčanské Malé Fatře. Nachází se západně směrem od města Martin na jižním svahu vrcholu Krížava na území města Martin v Žilinském kraji. Zdejší středisko zimních sportů (lyžařské středisko) na Martinských holích nese nejnověji název Winter Park Martinky (předtím Lyžiarské stredisko Martinské hole), letní středisko Summer Park Martinky.

## Winter Park Martinky
Lyžařské středisko se nalézá v nadmořské výšce 1150 až 1456 metrů a nabízí 11 lyžařských sjezdovek. V březnu roku 2008 město Martin lyžařské středisko prodalo, na začátku roku 2009 byla vyhlášena veřejná soutěž, jejímž předmětem bylo urbanisticko-architektonické řešení rekreačního areálu.

## Dějiny
První zmínka o Martinských holích v souvislosti s využíváním místa pro lyžařské a turistické aktivity pochází z roku 1921 z období kdy byl založen Klub československých turistů Sokol. V době druhé světové války byly všechny chaty a objekty vypáleny. První lyžařský vlek zde byl postaven v roce 1957 a sedačková lanovka v roce 1974.